# Moroges
Moroges é uma comuna francesa na região administrativa de Borgonha-Franco-Condado, no departamento Saône-et-Loire. Estende-se por uma área de 8,69 km². Em 2010 a comuna tinha 597 habitantes (densidade: 68,7 hab./km²).